# Malacocera
Malacocera là chi thực vật có hoa trong họ Amaranthaceae.